# 置樂花園巴士總站
置樂花園巴士總站（英文：Chi Lok Fa Yuen Bus Terminus）位於香港屯門區青海圍，於置樂花園對出，現時有3條巴士路線及2條居民巴士線以此處為總站。

## 歷史
- 1980年代末：本總站啟用，初時只有2條城巴屋邨巴士73R（NR73，來往荃灣地鐵站）及79R（NR79，來往紅磡火車站）以本站為總站。
- 1999年7月26日：962S線投入服務。
- 2002年1月22日：261P線投入服務。
- 2003年2月10日：城巴結束置樂花園的屋邨巴士服務，73R及79R由雅泰國際有限公司接辦。
- 2004年8月23日：962B線投入服務。
- 2006年8月28日：962B線提升至每天全日服務。
- 2011年2月14日：261P線總站遷往五柳路（青麟路）[1]。
- 2022年7月25日:962B線更改編號為952線、962S線更改編號為952P線、962N線更改編號為N952線

## 總站路線資料

### 過海隧道巴士952線
- 屯門（置樂花園） ↔ 銅鑼灣（摩頓台）
- 屯門（置樂花園） → 金鐘（西）（星期一至六早上09:19前開出之班次）

由城巴營運的一條路線，前身為962B線，提供置樂花園、三聖邨、香港黃金海岸、小欖、青龍頭、浪翠園、深井來往中環、金鐘、銅鑼灣的過海隧巴服務。於2022年7月25日投入服務。除了星期一至六早上09:19前開出之班次以金鐘（西）為總站，其餘時間總站伸延至銅鑼灣（摩頓臺）。

### 過海隧道巴士952P線
- 屯門（置樂花園） → 銅鑼灣（摩頓台）

由城巴獨自經營的一條路線，前身為952S線，提供屯門置樂花園、三聖、黃金海岸、小欖往中環、金鐘、灣仔、銅鑼灣的過海隧巴服務。於2022年7月25日起投入服務。只於平日早上於本站開出5班（07:15、07:35、07:50、08:10、08:33）。

### 過海隧道巴士N952線
- 屯門（置樂花園） ↔ 銅鑼灣（摩頓台）

由城巴營運的一條路線，前身為962N線，提供置樂花園、三聖邨、香港黃金海岸、掃管笏、小欖、青龍頭、浪翠園、深井來往中環、金鐘、銅鑼灣的通宵巴士服務。於2022年7月25日投入服務，去程班次則以此站為起點站，回程班次則以青山公路－青山灣段近置樂花園為終點站並不入此站。

### 新界居民巴士NR79號
- 置樂花園 ↔ 紅磡站

原本是由城巴經營的，於2003年2月10日由雅泰國際有限公司接辦，只在平日繁忙時間單向行駛。

## 鄰近地點
- 置樂花園
- 仁愛街市
- 麗寶商場
- 萬寶商場
- 彩華花園
- 康景花園
- 安定邨
- 順德聯誼總會梁銶琚中學
- 路德會呂祥光中學